# حامول كاليفورني
حامول كاليفورني (الاسم العلمي:Cuscuta californica) هو نوع من النباتات يتبع جنس الحامول من الفصيلة المحمودية.